# Диого Жота
Диого Жозе Теишеира да Силва (порт. Diogo José Teixeira da Silva; Порто, 4. децембар 1996 — Замора, 3. јул 2025), познатији као Диого Жота (порт. Diogo Jota) био је португалски фудбалер. Он је играо на позицији нападача.
Са Португалијом је наступио на Европском првенству 2020. и 2024. године.
Са Ливерпулом је освојио Премијер лигу сезоне 2024/25.